# 검은손
"검은손"은 2015년에 개봉한 대한민국의 영화이다.

## 캐스팅
- 김성수 : 한정우 역
- 한고은 : 정유경 역
- 배그린 : 정유미 역
- 신정선 : 박지현 역
- 이철민 : 원무과장 역
- 서범석 : 김박사 역
- 김도신 : 강형사 역
- 차은재 : 김간호사 역
- 전현숙 : 고여사 역
- 도현민 : 의사 역
- 조유영 : 리포터 역
- 연오 : 여기자 역
- 한성아 : 남기자 역
- 김지훈 : 형사 역
- 박서연 : 박간호사 역
- 한수연 : 술집여 역
- 최현욱 : 경찰 역
- 정미경 : 도우미아줌마 역
- 유하복 : 경찰서장 역 (우정출연)